# Chính phủ Dubai

Logo Chính phủ Dubai

Chính phủ Dubai (tiếng Ả Rập: حكومة دبي) cai trị Tiểu vương quốc Dubai, một trong bảy tiểu vương quốc tạo thành Các Tiểu vương quốc Ả Rập Thống nhất. Cơ quan hành pháp của chính phủ là người cai trị Dubai, Sheikh Mohammed bin Rashid Al Maktoum. Khu tự quản Dubai và nhiều đơn vị cai trị khác thuộc thẩm quyền của nó.